# سعادت‌آباد (محلات)
سعادت‌آباد روستایی در دهستان باقرآباد بخش مرکزی شهرستان محلات استان مرکزی ایران است.

## جمعیت
بر پایه سرشماری عمومی نفوس و مسکن در سال ۱۳۹۵ جمعیت این روستا ۹۲ نفر (۴۳خانوار) بوده‌است.